# هوارد أودوم
كان هوارد توماس أودوم (من 1 سبتمبر 1924 إلى 11 سبتمبر 2002)، والذي يُستشهد به عادة باسم هـ. تـ. أودوم وهو معروف بعمله الرائد في بيئة النظام الإيكولوجي، ومقترحاته لقوانين إضافية للديناميكا الحرارية، مستنيرة بعمله في نظرية النظم العامة.